# Ferežani
Ferežani falu Horvátországban Kapronca-Kőrös megyében. Közigazgatásilag  Sveti Petar Orehovechez tartozik.

## Fekvése
Kőröstől 9 km-re nyugatra, községközpontjától 5 km-re délnyugatra fekszik.

## Története
A Miholeci plébánihoz tartozott. A falunak 1857-ben 122,  1910-ben 252 lakosa volt. Trianonig Belovár-Kőrös vármegye Körösi járásához tartozott. 2001-ben 129 lakosa volt.

## Nevezetességei
Keresztelő Szent János tiszteletére szentelt kápolnája.